# Fábio Chiuffa
Fábio Chiuffa (ur. 10 marca 1989 w Promissão) – brazylijski piłkarz ręczny, reprezentant kraju, gra na pozycji prawego skrzydłowego. Obecnie gracz portugalskiej drużyny Sporting CP.
Zdobył złote medale na Igrzyskach Panamerykańskich w 2011 roku i 2015 roku oraz wziął udział w Igrzyskach Olimpijskich 2016.

## Nagrody indywidualne
- Najlepszy skrzydłowy Mistrzostw Ameryki:
  - 2016